# Capgemini
A Capgemini é uma multinacional francesa que está entre os maiores fornecedores de serviços de consultoria, tecnologia e outsourcing do mundo.
O Grupo Capgemini conta com mais de 300 mil profissionais, em 44 países, e apresentou uma receita global de 13,2 bilhões € em 2018.

## Em Portugal
A história da Capgemini Portugal teve início em 1997, ano em que o Grupo adquiriu a Geslógica (31 de Janeiro), uma pequena softwarehouse que se destacava no mercado nacional pelos importantes projectos de consultoria tecnológica que estavam a ser desenvolvidos nos principais bancos nacionais.
A actual estrutura da Capgemini Portugal resultou posteriormente da fusão internacional com a área de consultoria da Ernst & Young no ano 2000. A operação de fusão foi também ocasião para integrar a Gemini Consulting Portugal (oficialmente adquirida pela Capgemini a 4 de Outubro de 2001), cuja área de negócio representa actualmente parte da Disciplina de Consulting Services (CS).
Fruto desta operação de fusão, em 2001 a Capgemini Portugal mudou-se para novas e modernas instalações na Torre de Monsanto em Miraflores. Em 2009, a Capgemini Portugal muda novamente de instalações, desta vez, para o 10º andar da Torre Oriente do Colombo, na Av. Colégio Militar nº 37-F.
Domingos Soares de Oliveira era, no ano de 1997, o Administrador-Delegado à frente da empresa. Seguiu-se Francisco Duarte que, durante cerca de 3 anos, conduziu o destino da multinacional. Paulo Morgado assume o cargo de administrador-delegado da Capgemini Portugal, de 2004 a 2014, sendo esta posição assumida 2014 e 2017 por Jorge Martins.
Actualmente, e desde 1 de Julho de 2018, o cargo de Administrador-Delegado volta a mudar e desta vez é atribuído a Cristina Castanheira Rodrigues, anterior Chief Financial Officer.

## No Brasil
A sede da Capgemini Brasil situa-se na cidade de Barueri, possuindo operações em Campinas (SP), Araraquara (SP), Brasília (DF), Salvador (BA), Belo Horizonte (MG), Porto Alegre (RS), Rio de Janeiro (RJ) e Blumenau (SC).
A Capgemini Brasil fornece serviços para empresas de diversos setores, como serviços financeiros, seguros, varejo, telecomunicações, entre outros. 
Em conjunto com seus clientes, a Capgemini cria e entrega soluções de negócios, de tecnologia e digitais, que atendem às suas necessidades, permitindo que conquistem inovação e competitividade. Como uma empresa essencialmente multicultural, a Capgemini desenvolveu seu modo próprio de trabalhar, o Collaborative Business ExperienceTM, com base no Rightshore®, seu modelo de entrega mundial. 
Em setembro de 2010 foi anunciada a compra de 55% das ações da CPM Braxis. O acordo garante à Capgemini a opção de compra do restante da companhia brasileira.
No Brasil a empresa tenta ganhar espaço, competindo com empresas como IBM, Accenture, TIVIT, TCS, Indra e outras.